# Seifenspiritus
Seifenspiritus ist ein Mittel zur Fleckenentfernung, das früher auch zur Händedesinfektion und zur Instrumentendesinfektion eingesetzt wurde. Chemisch ist Seifenspiritus ein Gemisch aus gleichen Teilen Kaliseife (Kaliumsalze eines Gemisches von Fettsäuren) und Ethanol.  Herstellung und Prüfung von Seifenspiritus sind im Deutschen Arzneimittel Codex (DAC 2013) beschrieben.